# Teddy Andreadis
Teddy Andreadis (apodado "Teddy Zigzag") es un músico multinstrumentista especializado en piano y armónica.

## Biografía
Hijo de padres griegos, nació en Perth Amboy (Nueva Jersey). Aprendió música desde su primera infancia, y en su juventud participó en jam sessions de Bruce Springsteen y Southside Johnny. Posteriormente participó en sesiones de grabación de Carole King y en su gira de 1994, incluida la grabación del álbum In Concert de esta artista.
Ted Andreadis llegó a Guns N' Roses en 1991 acompañando a la gran gira mundial planeada y algunas grabaciones de los Use your illusion; Andreadis tocaba principalmente la armónica donde resalta en la canción "Bad obssesion" de Use your illusion I. También acompañaba con instrumentos como el órgano, los teclados, las percusiones y también fue el encargado de efectos de sonido.
Ted Andreadis también participó en el disco de 1993 "The spaghetti incident?", pero ese mismo año dejó la banda por las críticas, o también hay versiones que cuentan que fue expulsado de cierta forma por no ser muy necesario al ser el álbum de estilo Punk Metal; participó en las giras de banda Guns N' Roses entre 1991 y 1993. También está presente en el primer álbum de Slash's Snakepit y en varios de Duff McKagan, Gilby Clarke y Alice Cooper.
En 1996, Teddy Andreadis sacó un álbum solista titulado Innocent Loser que contó con la participación de Slash, Duff McKagan, Matt Sorum, Carole King y Steve Lukather.
En el 2009, participó en la grabación Slash, el álbum en solitario de Slash.

## Discografía

### Álbum solista
- 1996 : Innocent Loser

### Colaboraciones
Participó en los siguientes álbumes :
- 1989 : Carole King - City Streets
- 1991 : Guns N' Roses - Use Your Illusion I
- 1991 : Guns N' Roses - Use Your Illusion II
- 1993 : Carole King - Colour of Your Dreams
- 1993 : Duff McKagan - Believe in Me
- 1993 : Guns N' Roses - The Spaghetti Incident?
- 1994 : Gilby Clarke - Pawnshop Guitars
- 1994 : Carole King - Live
- 1995 : Slash's Snakepit - It's Five O'Clock Somewhere
- 1997 : Gilby Clarke - The Hangover
- 1998 : Gilby Clarke - Rubber
- 1999 : Duff McKagan - Beautiful Disease
- 1999 : Guns N' Roses - Live Era: '87-'93
- 2000 : Slash's Snakepit - Ain't Life Grand
- 2001 : Alice Cooper - Dragon Town
- 2003 : Alice Cooper - Eyes of Alice Cooper
- 2005 : Alice Cooper - Dirty Diamonds
- 2010 : Slash - Slash

## Participación en giras
- 1991-1993 : Guns N' Roses - "Use Your Illusion Tour" (armónica + teclado)
- 1996 : Slash's Blues Ball

## Otras participaciones
- Aparece en el videoclip de "Give In To Me" en compañía de Michael Jackson y Slash (canción del álbum Dangerous publicado en 1991).
- También aparece en los videos de Guns N' Roses, November Rain, Yesterdays, Garden Of Eden y Estranged.